# Kuhschnappel
Kuhschnappel ist ein Ortsteil der Gemeinde St. Egidien im Landkreis Zwickau in Sachsen. Die Gemeinde Kuhschnappel mit ihrem Ortsteil Tirschheim wurde am 1. April 1996 nach St. Egidien eingemeindet.

## Geografie

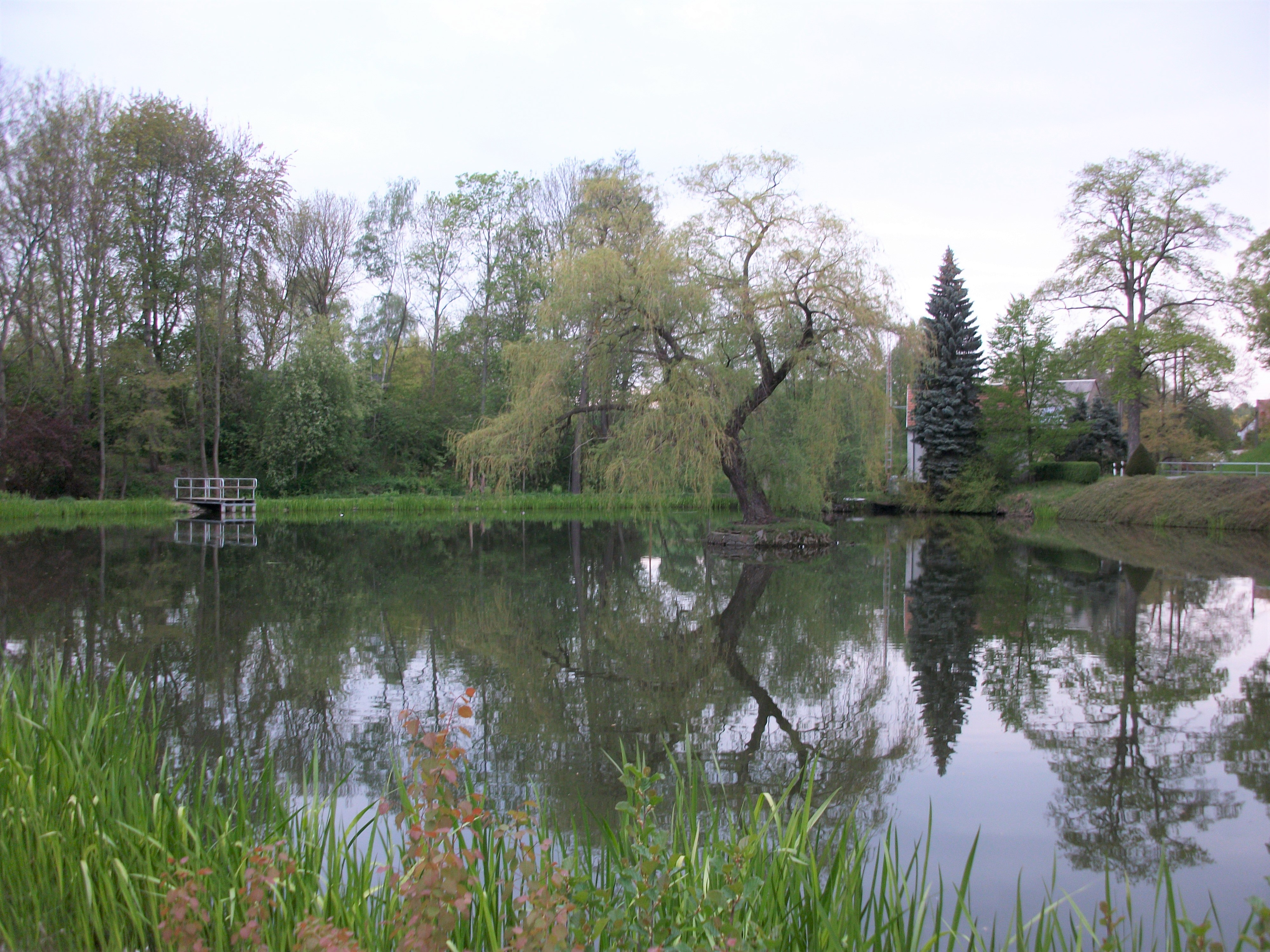
Dorfteich Kuhschnappel

### Geografische Lage und Verkehr
Kuhschnappel liegt im Erzgebirgsvorland des Landkreises Zwickau. Der durch den Ort fließende Kuhschnappelbach entwässert über den Lungwitzbach in die Zwickauer Mulde. Man erreicht Kuhschnappel über die Autobahnabfahrt Hohenstein-Ernstthal der A 4 und über die Autobahnabfahrt Hartenstein der A 72 aus Richtung Lichtenstein. Auch über die B 180 und die S 255 ist der Ort erreichbar.

### Nachbarorte
| Lobsdorf    | Tirschheim                                  |            |
|             | Kompassrose, die auf Nachbargemeinden zeigt | Hohenstein |
| St. Egidien | Rüsdorf                                     | Hermsdorf  |

## Geschichte

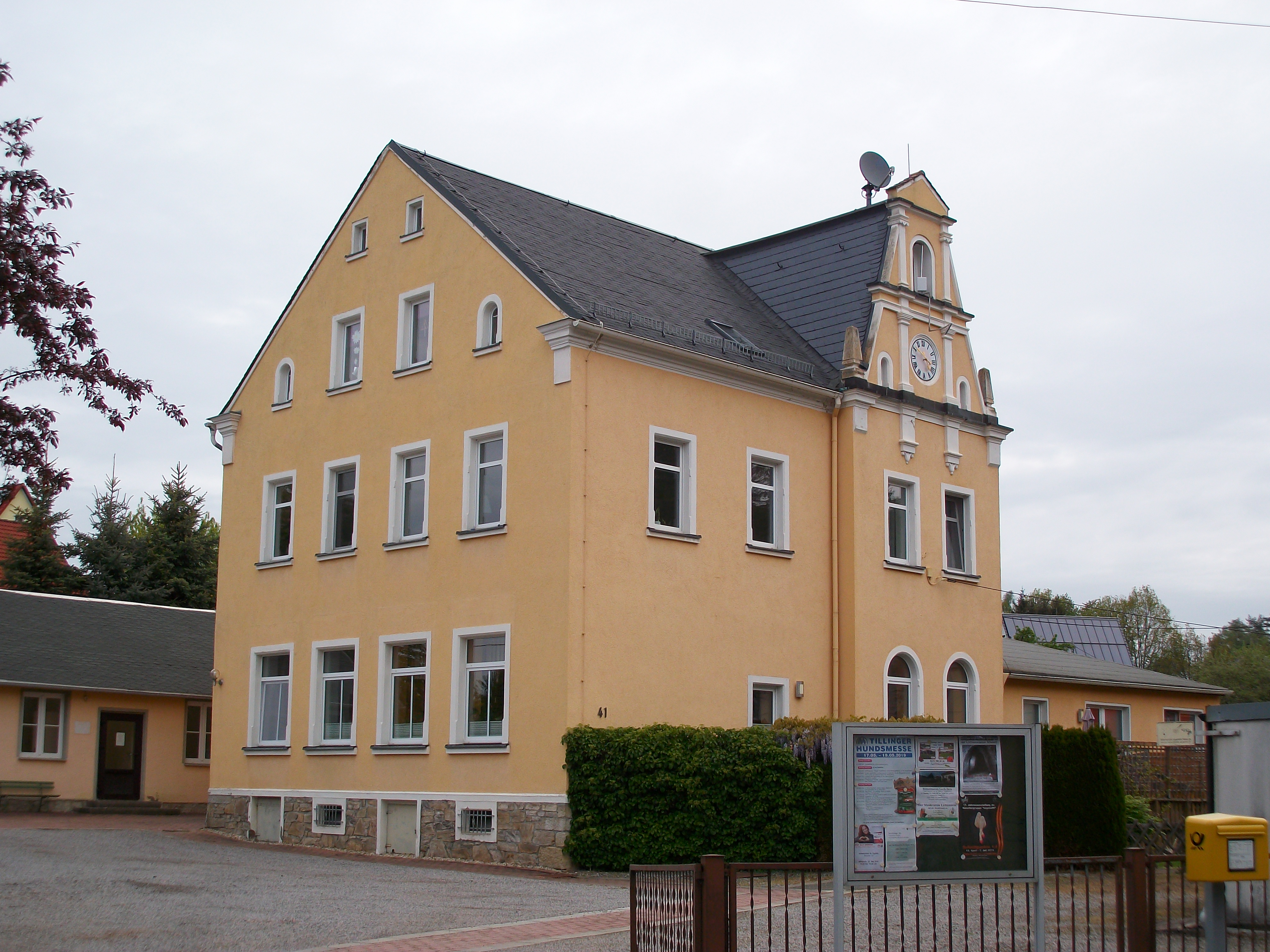
Gemeindeamt Kuhschnappel (ehemalige Schule)

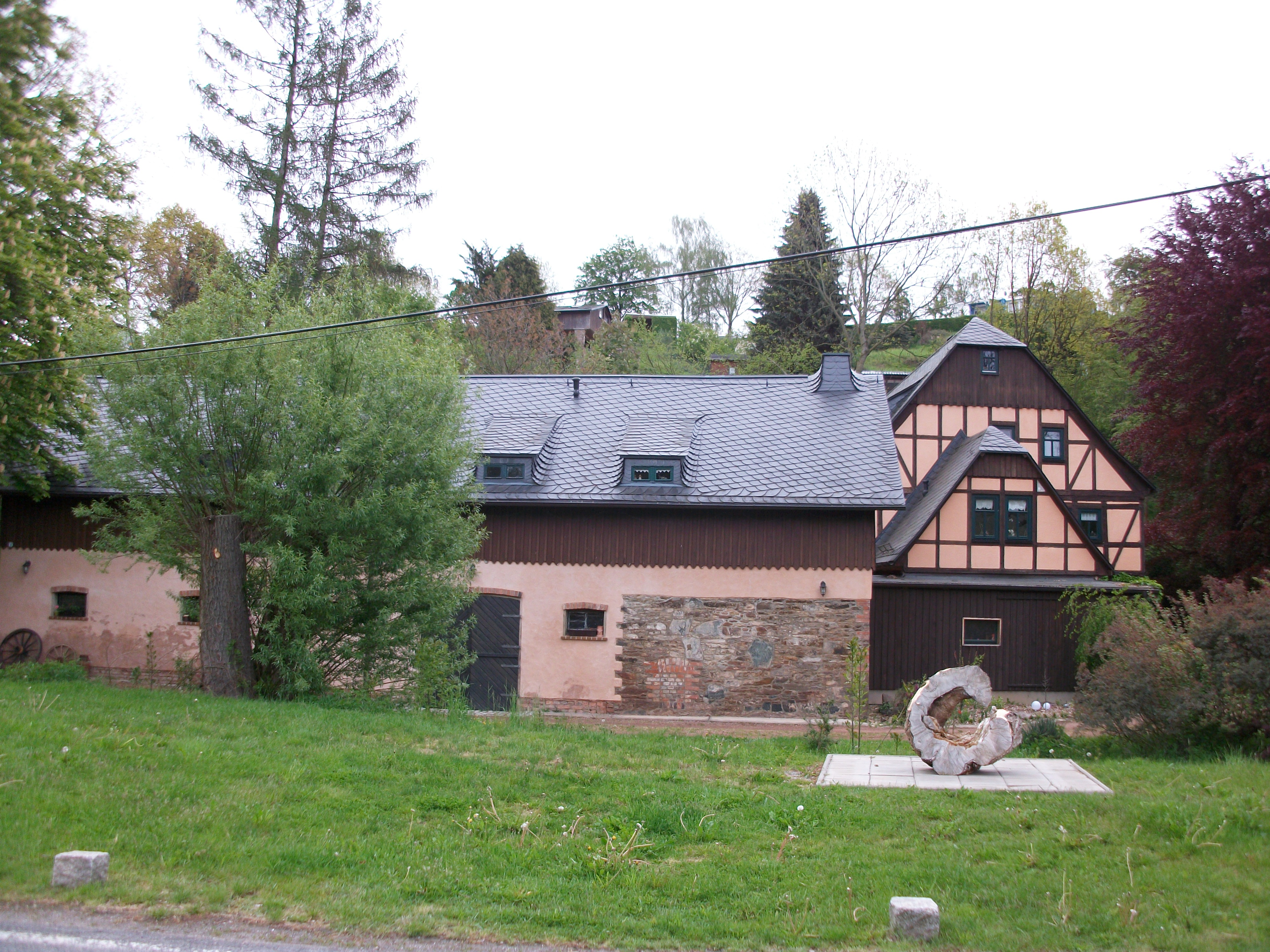
Kunze-Mühle Kuhschnappel

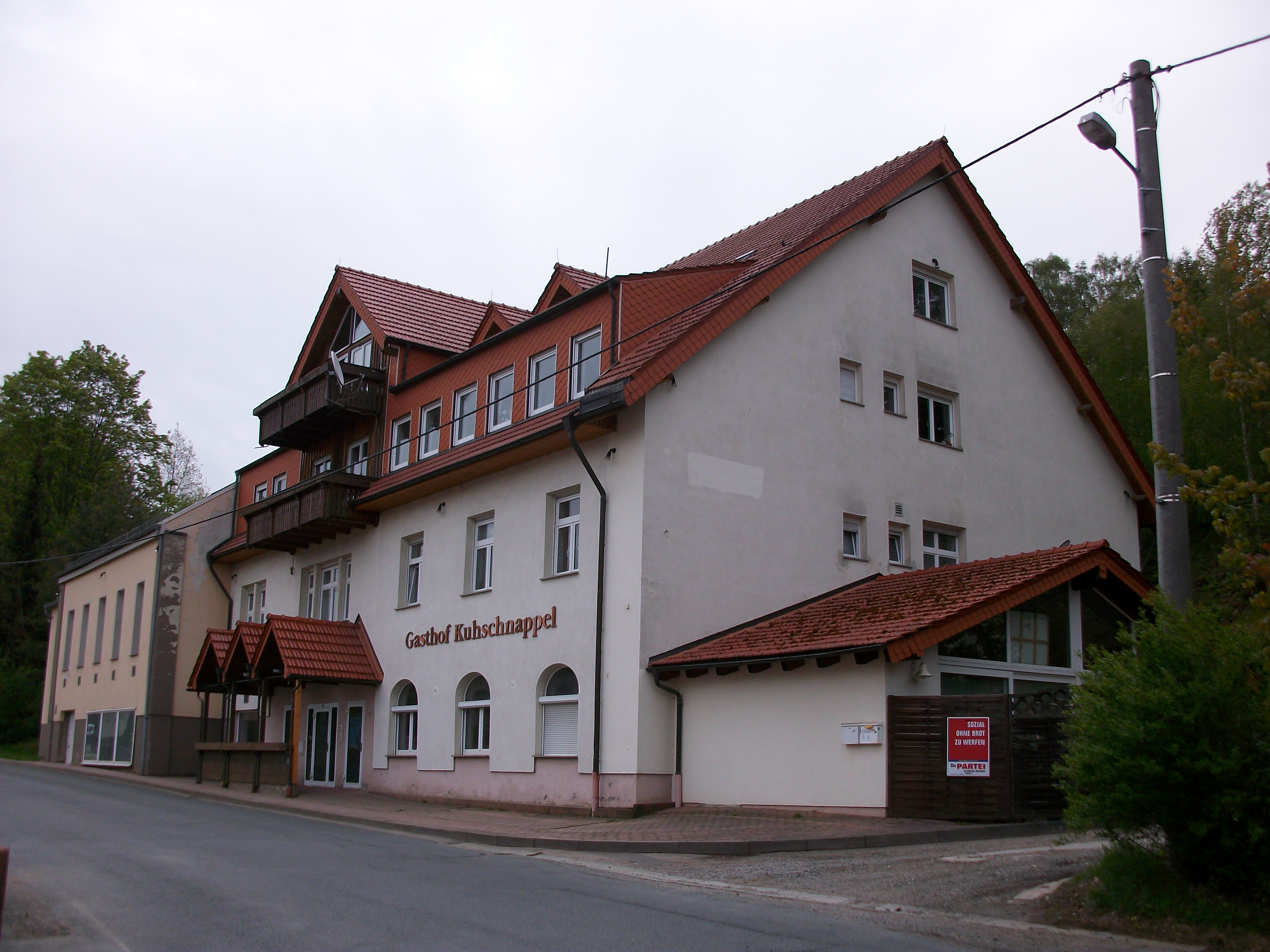
Gasthof Kuhschnappel

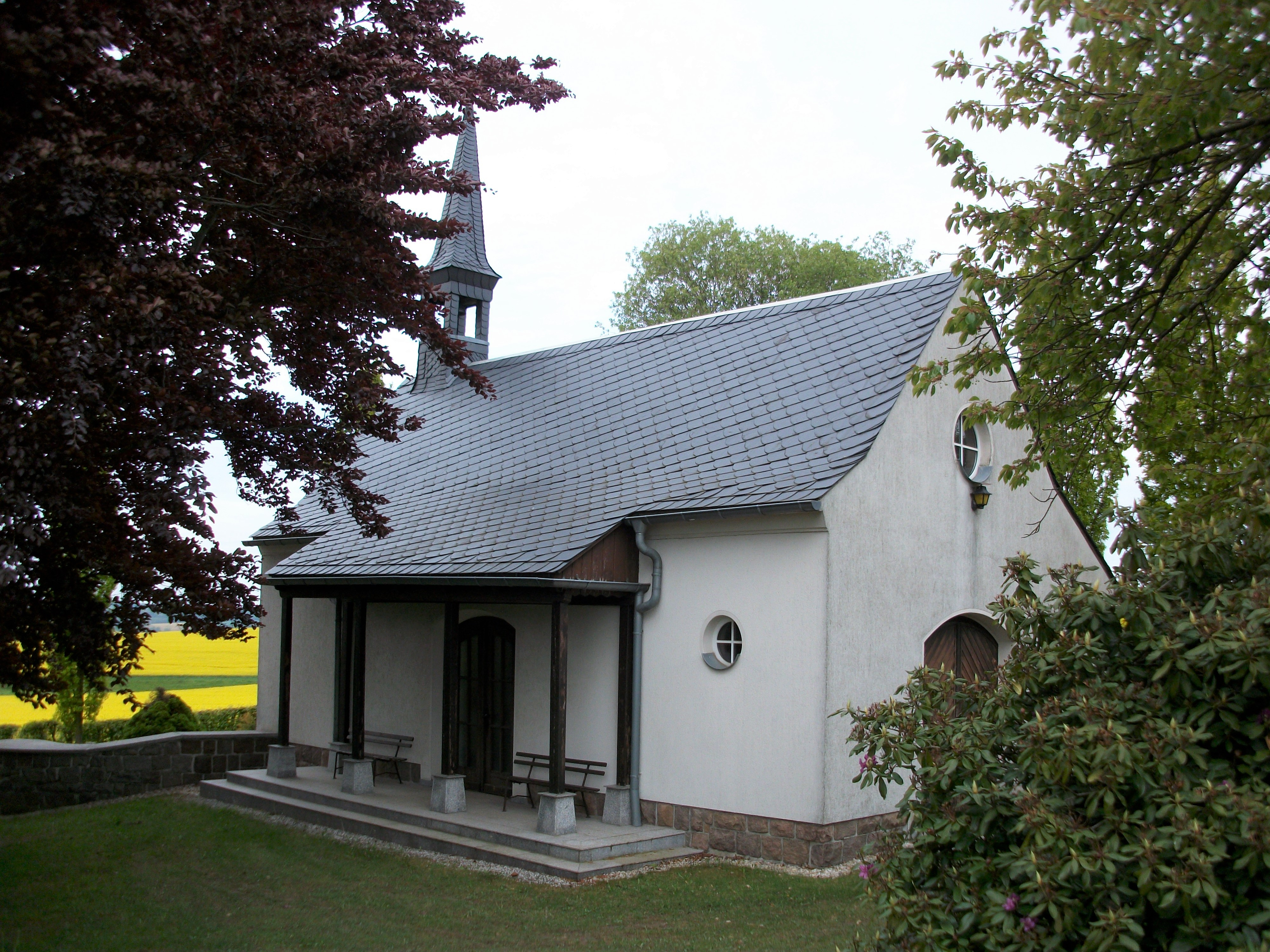
Friedhofskapelle Kuhschnappel

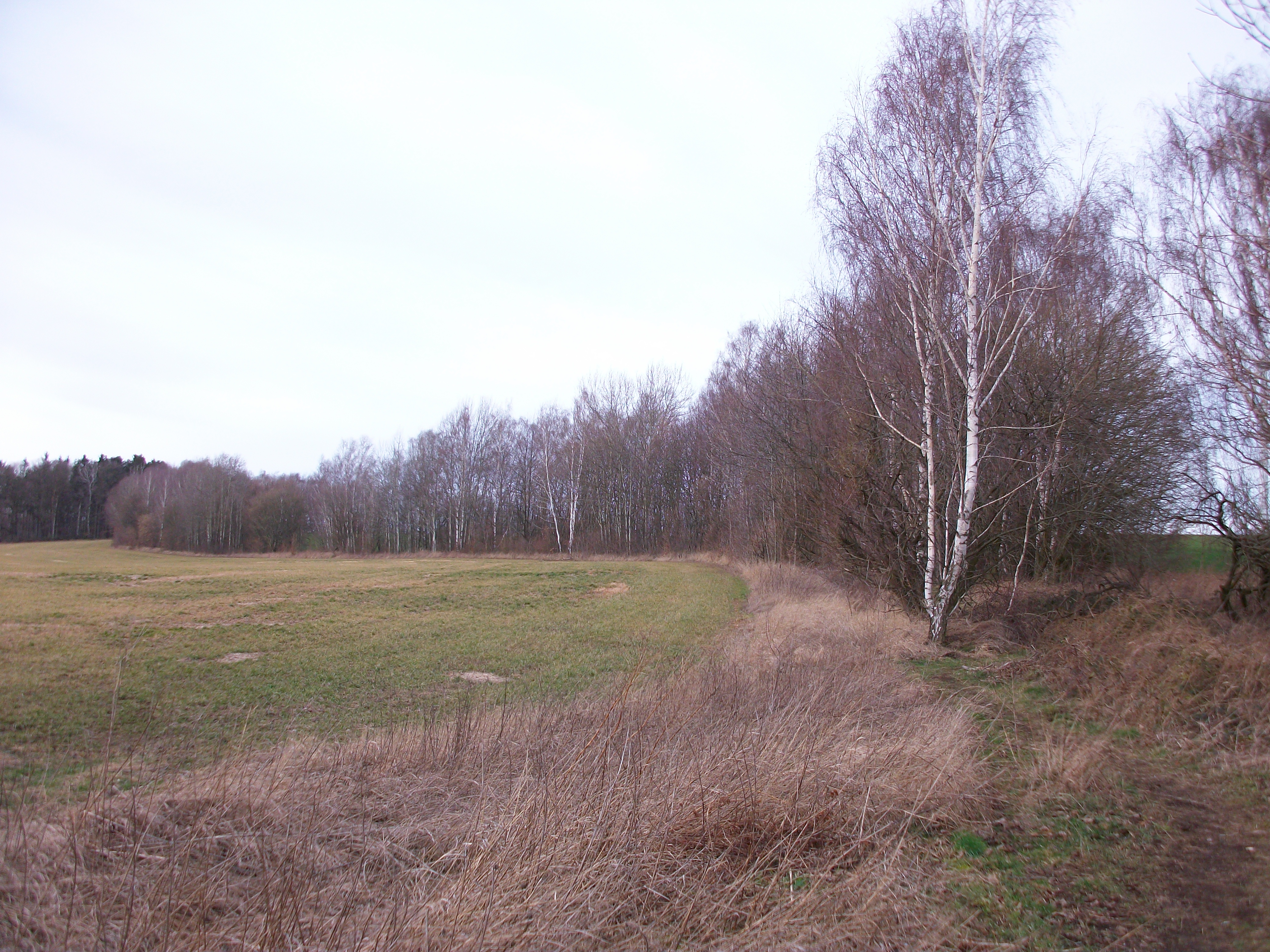
Ehemaliger Bahndamm der Industriebahn zwischen Kuhschnappel und Lobsdorf (2020)

Das Waldhufendorf Kuhschnappel wurde im Jahr 1460 als „Consnapel(e)“ erwähnt. Der Ortsname geht zurück auf das Sorbische „Kóńc na pólje“ und bedeutet „Das Ende vom Feld“. Im Gegensatz zum sich direkt nördlich anschließenden Ort Tirschheim war Kuhschnappel nicht nach Grumbach, sondern nach Lobsdorf gepfarrt und geschult.
Bezüglich der Grundherrschaft gehörte das Amtsdorf Kuhschnappel zum Gericht Rüsdorf, welches zunächst zur schönburgischen Herrschaft Waldenburg, dann zur schönburgischen Herrschaft Lichtenstein, ab 1702 zur schönburgischen Herrschaft Stein und ab 1813 nach der Abtrennung des Gerichts Rüsdorf wieder zur Herrschaft Lichtenstein. Nachdem auf dem Gebiet der Rezessherrschaften Schönburg im Jahr 1878 eine Verwaltungsreform durchgeführt wurde, kam Kuhschnappel im Jahr 1880 zur neu gegründeten sächsischen Amtshauptmannschaft Glauchau. Die erste Schule von Kuhschnappel wurde im Jahr 1845 geweiht. Seit 1889 wurde das heutige Gemeindeamt als Schule genutzt. Es besaß zunächst einen Raum, seit 1928 einen zweiten Raum.
Im Jahr 1913 besuchte der sächsische König Friedrich August III. das Dorf Kuhschnappel. Im Jahr 1915 erwarb die Stadt Hohenstein-Ernstthal den bisher zu Kuhschnappel gehörigen Teil des Hüttengrunds.
⊙ Mit diesem Flurstück kam auch die Gaststätte „Heiterer Blick“⊙ und das 1891 eröffnete „Bethlehemstift“⊙ an der heutigen B180 und das 1829/30 eröffnete Mineralbad mit der 1765 entdeckten Hohensteiner Quelle (Straßen „Im Viertel“ und „Am Sachsenring“)⊙ zur Stadt Hohenstein-Ernstthal. Seitdem bildet die heutige B180, d. h. die alte Strecke des 1927 eröffneten Sachsenrings, die östliche Flurgrenze von Kuhschnappel. Der Gutsbezirk Waldenburger Oberwald wurde um 1922 der Gemeinde Kuhschnappel zugeordnet. Der Dorfteich von Kuhschnappel wurde seit 1938 als Gemeindebad genutzt. Er diente weiterhin als Löschwasserentnahmestelle der Feuerwehr.
Am 1. Juli 1950 erfolgte die Eingemeindung von Tirschheim, welches sich im Norden nahtlos an Kuhschnappel anschließt. Im gleichen Jahr erfolgte die Anlage eines Friedhofs samt Kapelle im Ort. Durch die zweite Kreisreform in der DDR kam die Gemeinde Kuhschnappel mit Tirschheim im Jahr 1952 zum Kreis Hohenstein-Ernstthal im Bezirk Chemnitz (1953 in Bezirk Karl-Marx-Stadt umbenannt). Nach 1945 wurde die zweiklassige Volksschule in eine vierklassige Grundschule umgewandelt. Ab 1959 wurden alle Schüler der 7. und 8. Klasse in St. Egidien unterrichtet. Nach der Schließung der Schule von Kuhschnappel wurden ab 1970 alle Schüler in der Polytechnischen Oberschule in St. Egidien unterrichtet. Zwischen 1959/60 und 1990 war die Industriebahn der Nickelhütte St. Egidien in Betrieb, welche die Nickelhütte St. Egidien mit den Nickeltagebauen im Raum Callenberg verband. Ihre bis heute erkennbare Trasse verlief westlich von Kuhschnappel in mehreren Bögen.
Die Gemeinde Kuhschnappel gehörte ab 1990 zum sächsischen Landkreis Hohenstein-Ernstthal, der 1994 im Landkreis Chemnitzer Land bzw. 2008 im Landkreis Zwickau aufging. Bereits im Jahr 1991 hatte die Gemeinde Kuhschnappel im Rahmen einer Grundsatzentscheidung der Stadt Hohenstein-Ernstthal die freiwillige Eingemeindung angeboten, um gemeinsame Gewerbegebiete erschließen zu können. Von Seiten der Stadt Hohenstein-Ernstthal wurde dies jedoch nicht beachtet. Im Rahmen der sächsischen Gemeindegebietsreform 1994 favorisierte Kuhschnappel die Eingemeindung nach Lichtenstein, was allerdings durch das Sächsische Staatsministerium des Innern aufgrund fehlender Gemarkungsgrenzen nicht genehmigt wurde. So blieb der Kommune nur die Entscheidung, sich nach St. Egidien oder nach Bernsdorf eingemeinden zu lassen, da beide Orte auch Teil der Verwaltungsgemeinschaft Rund um den Auersberg sind und gemeinsame Gemarkungsgrenzen mit Kuhschnappel besitzen. Am 1. April 1996 erfolgte somit die Eingemeindung von Kuhschnappel mit seinem Ortsteil Tirschheim nach St. Egidien.

## Politik

### Bürgermeister
- Emil Türschmann
- Walter Lahl
- Erich Leistner
- Moritz Sonntag
- Kurt Körnig
- Walter Krebaum
- Herta Rönitz
- Gerhard Geipel
- Erwin Boseniak
- Marianne Schmidt
- Bernd Mehlhorn
- Irmhild Klein

Im Zuge einer Verwaltungsreform verlor Kuhschnappel im Jahr 1994 die politische Eigenständigkeit und hat seitdem einen Ortsvorsteher.

### Ortsvorsteher
- Ingrid Bock
- André BocK

## Sehenswürdigkeiten

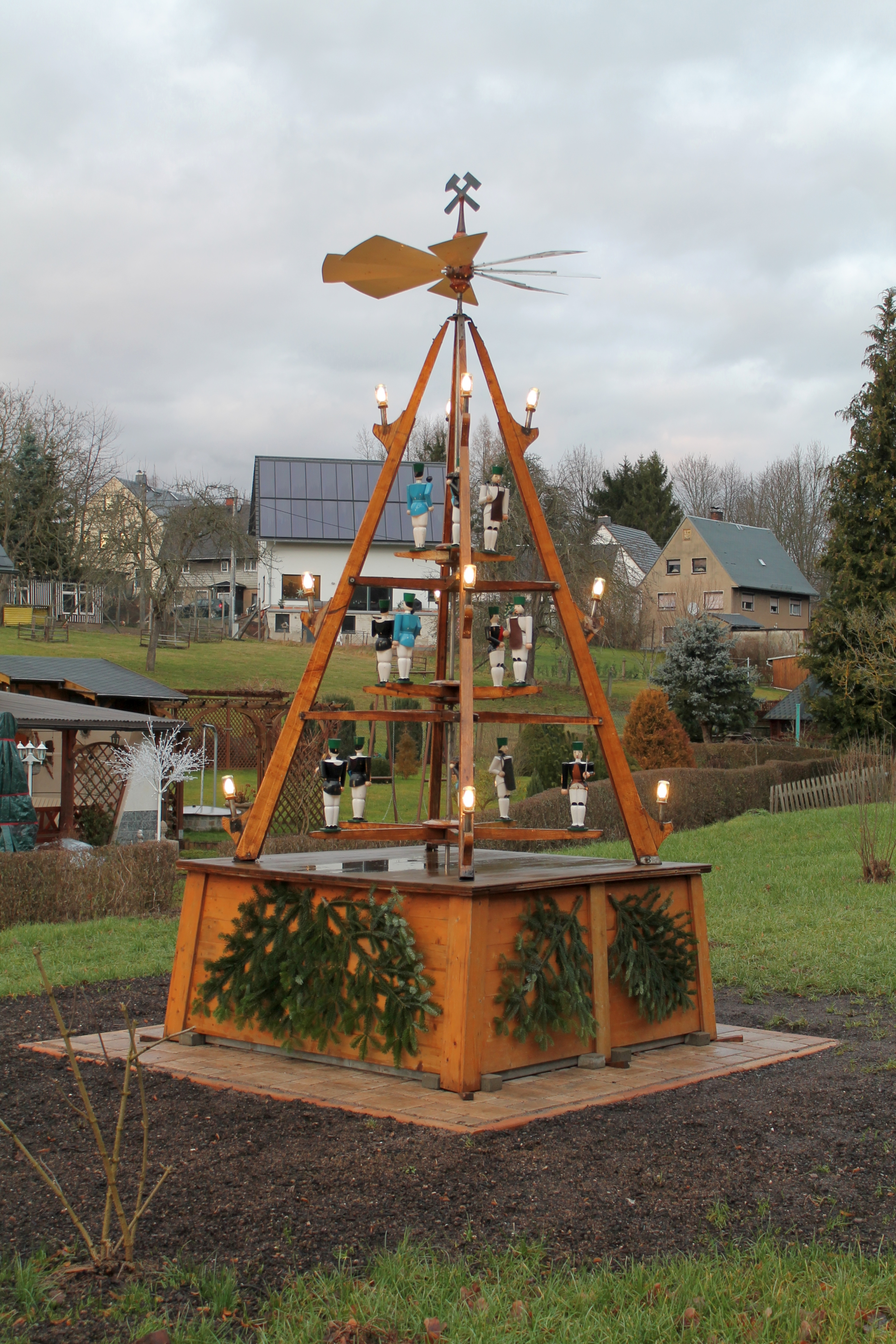
Ortspyramide Kuhschnappel

- Kunze-Mühle (1707 erstmals erwähnt)
- Weihnachtshaus Kuhschnappel

## Trivia
Der Roman Siebenkäs des Schriftstellers Jean Paul (1763–1825) spielt zu einem guten Teil im fiktiven Reichsmarktflecken Kuhschnappel, gemeint ist damit jedoch Hof (Saale).